# Quatrième district congressionnel de l'Oklahoma
Le 4e district congressionnel de l'Oklahoma est situé dans le centre-sud de l'Oklahoma et couvre (en tout ou en partie) un total de 15 comtés. Ses principales villes comprennent Midwest City, Norman, Moore, Ada, Duncan, Lawton/Ft. Sill et Ardmore. Le district comprend également une grande partie du sud d'Oklahoma City.
Le district est actuellement représenté par le Républicain Tom Cole.

## Géographie
Le district borde le Texas le long de la Red River au sud. Au nord, le district comprend une très petite partie de forme carrée du centre-sud du comté d'Oklahoma (assez pour capturer la ville de Midwest City), puis les comtés de Cleveland, McClain, Grady, Garvin, Murray, Pontotoc, Comanche, Tillman, Cotton, Stephens, Jefferson, Carter et Love.

## Histoire
Comme dans le reste de l'État, la circonscription accorde de larges marges aux candidats républicains : George W. Bush a obtenu 61 % des voix en 2000, 67 % en 2004, et John McCain a reçu 66 % des voix en 2008. Mitt Romney en a obtenu 67 % en 2012, et Donald Trump a obtenu respectivement 66 % et 65 % en 2016 et 2020. Le district est à 63 % urbain, à 5 % latino-américain et à 3,5 % né à l'étranger.

## Historique de vote
| Année | Poste     | Résultats              |
| ----- | --------- | ---------------------- |
| 2000  | Président | Bush 61,0 % - 39,0 %   |
| 2004  | Président | Bush 67,0 % - 33,0 %   |
| 2008  | Président | McCain 66,0 % - 34,0 % |
| 2012  | Président | Romney 67,0 % - 33,0 % |
| 2016  | Président | Trump 66,0 % - 28,0 %  |
| 2020  | Président | Trump 65,0 % - 32,0 %  |

## Liste des Représentants du district
| Membre                               | Parti       | Années                          | Congrès        | Histoire électorale | Zone géographique |
| ------------------------------------ | ----------- | ------------------------------- | -------------- | --- | ----------------- |
| District établit le 16 novembre 1907 |             |                                 |                | |                   |
| Charles D. Carter (en)               | Démocrate   | 16 novembre 1907 - 3 mars 1915  | 60e - 63e      | Élu en 1907. Réélu en 1908. Réélu en 1910. Réélu en 1912. Redécoupage vers le 3e district. |                   |
| William H. Murray                    | Démocrate   | 4 mars 1915 - 3 mars 1917       | 64e            | Redécoupage depuis le district at-large et réélu en 1914. Perd sa renomination. |                   |
| Tom D. McKeown (en)                  | Démocrate   | 4 mars 1917 - 3 mars 1921       | 65e , 66e      | Élu en 1916. Réélu en 1918. Perd sa réélection. |                   |
| Joseph C. Pringey (en)               | Républicain | 4 mars 1921 - 3 mars 1923       | 67e            | Élu en 1920. Perd sa réélection. |                   |
| Tom D. McKeown (en)                  | Démocrate   | 4 mars 1923 - 3 janvier 1935    | 68e - 73e      | Réélu en 1922. Réélu en 1924. Réélu en 1926. Réélu en 1928. Réélu en 1930. Réélu en 1932. Perd sa renomination. |                   |
| Percy Lee Gassaway (en)              | Démocrate   | 3 janvier 1935 - 3 janvier 1937 | 74e            | Élu en 1934. Perd sa renomination. |                   |
| Lyle Boren (en)                      | Démocrate   | 3 janvier 1937 - 3 janvier 1947 | 75e - 79e      | Élu en 1936. Réélu en 1938. Réélu en 1940. Réélu en 1942. Réélu en 1944. Perd sa renomination. |                   |
| Glen D. Johnson (en)                 | Démocrate   | 3 janvier 1947 - 3 janvier 1949 | 80e            | Élu en 1946. Retrait pour se présenter comme Sénateur des États-Unis. |                   |
| Tom Steed (en)                       | Démocrate   | 3 janvier 1949 - 3 janvier 1981 | 81e - 96e      | Élu en 1948. Réélu en 1950. Réélu en 1952. Réélu en 1954. Réélu en 1956. Réélu en 1958. Réélu en 1960. Réélu en 1962. Réélu en 1964. Réélu en 1966. Réélu en 1968. Réélu en 1970. Réélu en 1972. Réélu en 1974. Réélu en 1976. Réélu en 1978. Retrait. |                   |
| Dave McCurdy (en)                    | Démocrate   | 3 janvier 1981 - 3 janvier 1995 | 97e - 103e     | Élu en 1980. Réélu en 1982. Réélu en 1984. Réélu en 1986. Réélu en 1988. Réélu en 1990. Réélu en 1992. Retrait pour se présenter comme Sénateur des États-Unis.                                                                                        |                   |
| J. C. Watts (en)                     | Républicain | 3 janvier 1995 - 3 janvier 2003 | 104e - 107e    | Élu en 1994. Réélu en 1996. Réélu en 1998. Réélu en 2000. Retrait. |                   |
| Tom Cole                             | Républicain | 3 janvier 2003 - Présent        | 108e - Présent | Élu en 2002. Réélu en 2004. Réélu en 2006. Réélu en 2008. Réélu en 2010. Réélu en 2012. Réélu en 2014. Réélu en 2016. Réélu en 2018. Réélu en 2020. Réélu en 2022.                                                                                     | 2003–2013         |
| Tom Cole                             | Républicain | 3 janvier 2003 - Présent        | 108e - Présent | Élu en 2002. Réélu en 2004. Réélu en 2006. Réélu en 2008. Réélu en 2010. Réélu en 2012. Réélu en 2014. Réélu en 2016. Réélu en 2018. Réélu en 2020. Réélu en 2022.                                                                                     | 2013–2023         |
| Tom Cole                             | Républicain | 3 janvier 2003 - Présent        | 108e - Présent | Élu en 2002. Réélu en 2004. Réélu en 2006. Réélu en 2008. Réélu en 2010. Réélu en 2012. Réélu en 2014. Réélu en 2016. Réélu en 2018. Réélu en 2020. Réélu en 2022.                                                                                     | 2023–Présent      |

## Résultats des récentes élections
Voici les résultats des dix précédents cycles électoraux dans le district,.

### 2004
| Élection de 2004 du 4e district congressionnel de l'Oklahoma | Élection de 2004 du 4e district congressionnel de l'Oklahoma | Élection de 2004 du 4e district congressionnel de l'Oklahoma | Élection de 2004 du 4e district congressionnel de l'Oklahoma | Élection de 2004 du 4e district congressionnel de l'Oklahoma |
| ------------------------------------------------------------ | ------------------------------------------------------------ | ------------------------------------------------------------ | ------------------------------------------------------------ | ------------------------------------------------------------ |
| Parti                                                        | Parti                                                        | Candidat                                                     | Votes                                                        | %                                                            |
|                                                              | Républicain                                                  | Tom Cole (sortant)                                           | 198 985                                                      | 77,8                                                         |
|                                                              | Indépendant                                                  | Charlene K. Bradshaw                                         | 56 869                                                       | 22,2                                                         |
| Total des votes                                              | Total des votes                                              | Total des votes                                              | 255 854                                                      | 100 %                                                        |
|                                                              | Les Républicains conservent                                  |                                                              |                                                              |                                                              |

### 2006
| Élection de 2006 du 4e district congressionnel de l'Oklahoma | Élection de 2006 du 4e district congressionnel de l'Oklahoma | Élection de 2006 du 4e district congressionnel de l'Oklahoma | Élection de 2006 du 4e district congressionnel de l'Oklahoma | Élection de 2006 du 4e district congressionnel de l'Oklahoma |
| ------------------------------------------------------------ | ------------------------------------------------------------ | ------------------------------------------------------------ | ------------------------------------------------------------ | ------------------------------------------------------------ |
| Parti                                                        | Parti                                                        | Candidat                                                     | Votes                                                        | %                                                            |
|                                                              | Républicain                                                  | Tom Cole (sortant)                                           | 118 266                                                      | 64,6                                                         |
|                                                              | Démocrate                                                    | Hal Spake                                                    | 64 775                                                       | 35,4                                                         |
| Total des votes                                              | Total des votes                                              | Total des votes                                              | 183 041                                                      | 100 %                                                        |
|                                                              | Les Républicains conservent                                  |                                                              |                                                              |                                                              |

### 2008
| Élection de 2008 du 4e district congressionnel de l'Oklahoma | Élection de 2008 du 4e district congressionnel de l'Oklahoma | Élection de 2008 du 4e district congressionnel de l'Oklahoma | Élection de 2008 du 4e district congressionnel de l'Oklahoma | Élection de 2008 du 4e district congressionnel de l'Oklahoma |
| ------------------------------------------------------------ | ------------------------------------------------------------ | ------------------------------------------------------------ | ------------------------------------------------------------ | ------------------------------------------------------------ |
| Parti                                                        | Parti                                                        | Candidat                                                     | Votes                                                        | %                                                            |
|                                                              | Républicain                                                  | Tom Cole (sortant)                                           | 180 080                                                      | 66,0                                                         |
|                                                              | Démocrate                                                    | Blake Cummings                                               | 79 674                                                       | 29,2                                                         |
|                                                              | Indépendant                                                  | David E. Joyce                                               | 13 027                                                       | 4,8                                                          |
| Total des votes                                              | Total des votes                                              | Total des votes                                              | 272 781                                                      | 100 %                                                        |
|                                                              | Les Républicains conservent                                  |                                                              |                                                              |                                                              |

### 2010
Tom Cole (R), le Représentant sortant s'est présenté sans opposition.

### 2012
| Élection de 2012 du 4e district congressionnel de l'Oklahoma | Élection de 2012 du 4e district congressionnel de l'Oklahoma | Élection de 2012 du 4e district congressionnel de l'Oklahoma | Élection de 2012 du 4e district congressionnel de l'Oklahoma | Élection de 2012 du 4e district congressionnel de l'Oklahoma |
| ------------------------------------------------------------ | ------------------------------------------------------------ | ------------------------------------------------------------ | ------------------------------------------------------------ | ------------------------------------------------------------ |
| Parti                                                        | Parti                                                        | Candidat                                                     | Votes                                                        | %                                                            |
|                                                              | Républicain                                                  | Tom Cole (sortant)                                           | 176 740                                                      | 67,9                                                         |
|                                                              | Démocrate                                                    | Donna Marie Bebo                                             | 71 846                                                       | 27,6                                                         |
|                                                              | Indépendant                                                  | RJ Harris                                                    | 11 745                                                       | 4,5                                                          |
| Total des votes                                              | Total des votes                                              | Total des votes                                              | 260 331                                                      | 100 %                                                        |
|                                                              | Les Républicains conservent                                  |                                                              |                                                              |                                                              |

### 2014
| Élection de 2014 du 4e district congressionnel de l'Oklahoma | Élection de 2014 du 4e district congressionnel de l'Oklahoma | Élection de 2014 du 4e district congressionnel de l'Oklahoma | Élection de 2014 du 4e district congressionnel de l'Oklahoma | Élection de 2014 du 4e district congressionnel de l'Oklahoma |
| ------------------------------------------------------------ | ------------------------------------------------------------ | ------------------------------------------------------------ | ------------------------------------------------------------ | ------------------------------------------------------------ |
| Parti                                                        | Parti                                                        | Candidat                                                     | Votes                                                        | %                                                            |
|                                                              | Républicain                                                  | Tom Cole (sortant)                                           | 117 721                                                      | 70,8                                                         |
|                                                              | Démocrate                                                    | Bert Smith                                                   | 40 998                                                       | 24,7                                                         |
|                                                              | Indépendant                                                  | Dennis B. Johnson                                            | 7 549                                                        | 4,5                                                          |
| Total des votes                                              | Total des votes                                              | Total des votes                                              | 166 268                                                      | 100 %                                                        |
|                                                              | Les Républicains conservent                                  |                                                              |                                                              |                                                              |

### 2016
| Élection de 2016 du 4e district congressionnel de l'Oklahoma | Élection de 2016 du 4e district congressionnel de l'Oklahoma | Élection de 2016 du 4e district congressionnel de l'Oklahoma | Élection de 2016 du 4e district congressionnel de l'Oklahoma | Élection de 2016 du 4e district congressionnel de l'Oklahoma |
| ------------------------------------------------------------ | ------------------------------------------------------------ | ------------------------------------------------------------ | ------------------------------------------------------------ | ------------------------------------------------------------ |
| Parti                                                        | Parti                                                        | Candidat                                                     | Votes                                                        | %                                                            |
|                                                              | Républicain                                                  | Tom Cole (sortant)                                           | 204 143                                                      | 69,6                                                         |
|                                                              | Démocrate                                                    | Christina Owen                                               | 76 472                                                       | 26,1                                                         |
|                                                              | Libertarien                                                  | Servier Whife                                                | 12 574                                                       | 4,3                                                          |
| Total des votes                                              | Total des votes                                              | Total des votes                                              | 293 189                                                      | 100 %                                                        |
|                                                              | Les Républicains conservent                                  |                                                              |                                                              |                                                              |

### 2018
| Élection de 2018 du 4e district congressionnel de l'Oklahoma | Élection de 2018 du 4e district congressionnel de l'Oklahoma | Élection de 2018 du 4e district congressionnel de l'Oklahoma | Élection de 2018 du 4e district congressionnel de l'Oklahoma | Élection de 2018 du 4e district congressionnel de l'Oklahoma |
| ------------------------------------------------------------ | ------------------------------------------------------------ | ------------------------------------------------------------ | ------------------------------------------------------------ | ------------------------------------------------------------ |
| Parti                                                        | Parti                                                        | Candidat                                                     | Votes                                                        | %                                                            |
|                                                              | Républicain                                                  | Tom Cole (sortant)                                           | 149 227                                                      | 63,1                                                         |
|                                                              | Démocrate                                                    | Mary Brannon                                                 | 78 088                                                       | 33,0                                                         |
|                                                              | Indépendant                                                  | Ruby Peters                                                  | 9 323                                                        | 3,9                                                          |
| Total des votes                                              | Total des votes                                              | Total des votes                                              | 236 638                                                      | 100 %                                                        |
|                                                              | Les Républicains conservent                                  |                                                              |                                                              |                                                              |

### 2020
| Élection de 2020 du 4e district congressionnel de l'Oklahoma | Élection de 2020 du 4e district congressionnel de l'Oklahoma | Élection de 2020 du 4e district congressionnel de l'Oklahoma | Élection de 2020 du 4e district congressionnel de l'Oklahoma | Élection de 2020 du 4e district congressionnel de l'Oklahoma |
| ------------------------------------------------------------ | ------------------------------------------------------------ | ------------------------------------------------------------ | ------------------------------------------------------------ | ------------------------------------------------------------ |
| Parti                                                        | Parti                                                        | Candidat                                                     | Votes                                                        | %                                                            |
|                                                              | Républicain                                                  | Tom Cole (sortant)                                           | 213 096                                                      | 67,8                                                         |
|                                                              | Démocrate                                                    | Mary Brannon                                                 | 90 459                                                       | 28,8                                                         |
|                                                              | Libertarien                                                  | Bob White                                                    | 10 803                                                       | 3,4                                                          |
| Total des votes                                              | Total des votes                                              | Total des votes                                              | 314 358                                                      | 100 %                                                        |
|                                                              | Les Républicains conservent                                  |                                                              |                                                              |                                                              |

### 2022
La Primaire Démocrate a été annulée. Mary Brannon (D) avance vers l'Élection Générale.
| Primaire Républicaine de 2022 du 4e district congressionnel de l'Oklahoma | Primaire Républicaine de 2022 du 4e district congressionnel de l'Oklahoma | Primaire Républicaine de 2022 du 4e district congressionnel de l'Oklahoma | Primaire Républicaine de 2022 du 4e district congressionnel de l'Oklahoma | Primaire Républicaine de 2022 du 4e district congressionnel de l'Oklahoma |
| ------------------------------------------------------------------------- | ------------------------------------------------------------------------- | ------------------------------------------------------------------------- | ------------------------------------------------------------------------- | ------------------------------------------------------------------------- |
| Parti                                                                     | Parti                                                                     | Candidat                                                                  | Votes                                                                     | %                                                                         |
|                                                                           | Républicain                                                               | Tom Cole (sortant)                                                        | 43 894                                                                    | 69,8                                                                      |
|                                                                           | Républicain                                                               | James Taylor                                                              | 16 980                                                                    | 27,0                                                                      |
|                                                                           | Républicain                                                               | Frank Blacke                                                              | 2 038                                                                     | 3,2                                                                       |

| Élection de 2022 du 4e district congressionnel de l'Oklahoma | Élection de 2022 du 4e district congressionnel de l'Oklahoma | Élection de 2022 du 4e district congressionnel de l'Oklahoma | Élection de 2022 du 4e district congressionnel de l'Oklahoma | Élection de 2022 du 4e district congressionnel de l'Oklahoma |
| ------------------------------------------------------------ | ------------------------------------------------------------ | ------------------------------------------------------------ | ------------------------------------------------------------ | ------------------------------------------------------------ |
| Parti                                                        | Parti                                                        | Candidat                                                     | Votes                                                        | %                                                            |
|                                                              | Républicain                                                  | Tom Cole (sortant)                                           | 149 879                                                      | 66,7                                                         |
|                                                              | Démocrate                                                    | Mary Brannon                                                 | 74 667                                                       | 33,3                                                         |
| Total des votes                                              | Total des votes                                              | Total des votes                                              | TBD                                                          | 100 %                                                        |
|                                                              | Les Républicains conservent                                  |                                                              |                                                              |                                                              |

### 2024
| Primaire Républicaine de 2024 du 4e district congressionnel de l'Oklahoma | Primaire Républicaine de 2024 du 4e district congressionnel de l'Oklahoma | Primaire Républicaine de 2024 du 4e district congressionnel de l'Oklahoma | Primaire Républicaine de 2024 du 4e district congressionnel de l'Oklahoma | Primaire Républicaine de 2024 du 4e district congressionnel de l'Oklahoma |
| ------------------------------------------------------------------------- | ------------------------------------------------------------------------- | ------------------------------------------------------------------------- | ------------------------------------------------------------------------- | ------------------------------------------------------------------------- |
| Parti                                                                     | Parti                                                                     | Candidat                                                                  | Votes                                                                     | %                                                                         |
|                                                                           | Républicain                                                               | Tom Cole (sortant)                                                        | 40 393                                                                    | 64,6                                                                      |
|                                                                           | Républicain                                                               | Paul Bondar                                                               | 16 127                                                                    | 25,8                                                                      |
|                                                                           | Républicain                                                               | Andrew Hayes                                                              | 2 551                                                                     | 4,1                                                                       |
|                                                                           | Républicain                                                               | Rick Harris                                                               | 2 171                                                                     | 3,5                                                                       |
|                                                                           | Républicain                                                               | Nick Hankins                                                              | 1 257                                                                     | 2,0                                                                       |

| Primaire Démocrate de 2024 du 4e district congressionnel de l'Oklahoma | Primaire Démocrate de 2024 du 4e district congressionnel de l'Oklahoma | Primaire Démocrate de 2024 du 4e district congressionnel de l'Oklahoma | Primaire Démocrate de 2024 du 4e district congressionnel de l'Oklahoma | Primaire Démocrate de 2024 du 4e district congressionnel de l'Oklahoma |
| ---------------------------------------------------------------------- | ---------------------------------------------------------------------- | ---------------------------------------------------------------------- | ---------------------------------------------------------------------- | ---------------------------------------------------------------------- |
| Parti                                                                  | Parti                                                                  | Candidat                                                               | Votes                                                                  | %                                                                      |
|                                                                        | Démocrate                                                              | Mary Brannon                                                           | 8532                                                                   | 60,7                                                                   |
|                                                                        | Démocrate                                                              | Kody Macaulay                                                          | 5 530                                                                  | 39,3                                                                   |

| Élection de 2024 du 4e district congressionnel de l'Oklahoma | Élection de 2024 du 4e district congressionnel de l'Oklahoma | Élection de 2024 du 4e district congressionnel de l'Oklahoma | Élection de 2024 du 4e district congressionnel de l'Oklahoma | Élection de 2024 du 4e district congressionnel de l'Oklahoma |
| ------------------------------------------------------------ | ------------------------------------------------------------ | ------------------------------------------------------------ | ------------------------------------------------------------ | ------------------------------------------------------------ |
| Parti                                                        | Parti                                                        | Candidat                                                     | Votes                                                        | %                                                            |
|                                                              | Républicain                                                  | Tom Cole (sortant)                                           | TBD                                                          | TBD                                                          |
|                                                              | Démocrate                                                    | Mary Brannon                                                 | TBD                                                          | TBD                                                          |
|                                                              | Indépendant                                                  | James Stacy                                                  | TBD                                                          | TBD                                                          |
| Total des votes                                              | Total des votes                                              | Total des votes                                              | TBD                                                          | 100 %                                                        |
|                                                              |                                                              |                                                              |                                                              |                                                              |